# Kira (titel)
Kira, kyra, kiera eller Chiera (Grekiska: "dam"), var namnet på de judiska affärskvinnor som agerade ombud eller affärsagenter för kvinnorna i den  osmanske sultanens harem. 
Kvinnorna i den osmanske sultanens harem levde enligt sedvana avskilda från omvärlden och fick inte ha någon kontakt med män.  Haremet tillät endast kvinnor och eunucker att passera in och ut.  Samtidigt hade kvinnorna ofta tillgång till pengar och rätten att själva disponera över dessa, och det var inte ovanligt att de ägnade sig åt affärsverksamhet så som investeringar i fastigheter och handelsprojekt.  För att kunna sköta sina eventuella affärer, samt göra inköp utan att själva lämna haremet, var det nödvändigt att ha ombud som fritt kunde röra sig mellan haremet och yttervärlden.  Dessa ombud måste vara kvinnor för att kunna komma in i haremet, men de måste också vara icke muslimska kvinnor, för att själva kunna röra sig fritt i yttervärlden och ha de kontakter med män som var nödvändiga för att kunna sköta affärer.  Därför utvecklades med tiden en sed att kvinnor ur den judiska köpmansklassen kom att bli affärsagenter åt kvinnorna i de kungliga haremet. 
Initialt var dessa kvinnor ofta hustrur till judiska köpmän, som kom för att visa upp sina varor för haremskvinnorna, men med tiden kom de att anlitas för många olika ärenden inom ekonomi och affärsverksamhet, och kunde bli framstående affärskvinnor.  De var litterära och kunde också fungera som skrivare åt kvinnorna. Uppgiften som kira ledde ofta till uppgifter som sekreterare, översättare och personlig agent i ekonomiska frågor: de köpte mediciner och sålde juveler åt kvinnorna. De kiras som stod högst i rang var de som betjänade valide sultanen (sultanens mor), och flera av dem blev gunstlingar med inflytande vid hovet och anförtroddes ibland även politiska uppgifter, som att förmedla gåvor och brev från utländska ombud och ägna sig åt agentverksamhet.  
Det finns flera berömda kiras.  De mest berömda var Strongilah, Esther Handali och Esperanza Malchi, som också är de mest dokumenterade. Systemet är känt till åtminstone 1700-talet, men de senare kirorna är inte lika dokumenterade. De hade uppenbarligen fortfarande en potentiellt inflytelserik ställning i haremet.  År 1622 nämns hur en till namnet okänd kira gynnade kandidaturen av Locadello till guvernör av Moldavien tack vare sin tjänst hos en syster till Osman II, och år 1709 agerade en annan till namnet okänd kvinna som mellanhand mellan sultanmodern Emetullah Rabia Gülnûş Sultan och Karl XII:s kontakt läkaren Daniel de Fonseca för att åstadkomma en svensk-osmansk allians mot Ryssland. 